# رنه ماری بارتس
رنه ماری بارتس (انگلیسی: René Barthes؛ زاده: ۸ اکتبر ۱۸۹۴ – درگذشته: ۲۲ مارس ۱۹۶۵) سیاستمدار فرانسوی و فرماندار آفریقای غربی فرانسه بود.

## زندگی‌نامه
او در ۸ اکتبر ۱۸۹۴ در کرپانتره متولد شد. او ابتدا استاد فلسفه بود و سپس در سال ۱۹۳۷مدیر کارکنان وزارت مستعمره‌ها شد.
از ۷ اوت ۱۹۳۹ تا ۲۰ سپتامبر ۱۹۳۹ او فرماندار کالدونیای جدید بود و در ماه مه ۱۹۴۶ به عنوان فرماندار آفریقای غربی فرانسه منصوب شد.
فرمانده بالاترین او آلیون دیوپ بود که مجله Présence africaine پان آفریقایی را تأسیس کرد. بارتس پست خود را تا ۲۷ ژانویه ۱۹۴۸، زمانی که بازنشسته شد، ادامه داد.
در دهه ۱۹۵۰، همراه با لوسی اوبراک، عضو رهبری لیگ حقوق بشر (فرانسه) بود که در زمینه مقاومت در برابر جنگ الجزایر توسعه یافت.

## درگذشت
رنه بارت در سال ۱۹۶۵ درگذشت. مراسم تشییع او در کلیسای سنت لوئیس کاخ ورسای برگزار شد.